# Täsŏnggujŏk
Täsŏnggujŏk (korejsky 대성구역) je jeden z městských obvodů Pchjongjangu, hlavního města Severní Korey. Sousedí s ním následující obvody: na jihu přes řeku Tedong obvod Tädongganggujŏk, na jihu v rámci stejného břehu centrální obvod Čunggujŏk a na jihozápadě obvod Moranbonggujŏk.
Mezi významné stavby v obvodu patří Pchjongjangská zoo, Kim Ir-senova univerzita a Palác slunce Kumsusan — mauzoleum severokorejských vůdců.